# 황금의 탑 (드라마)
《황금의 탑》은 1988년 3월 2일부터 1988년 7월 28일까지 방영된 한국방송공사 수목드라마이다. 이 작품의 후속작인 <그해 겨울은 따뜻했네>부터 수목 미니시리즈로 포맷이 변경됐다.

## 기획 의도
금전 만능주의적 사고에 젖은 한 기업가와 주변 인물들의 삶을 통하여 인간 고통의 근원은 무엇이고 구원은 과연 어디에 있는가를 추적하여 생의 의미를 재조명하는 드라마

## 등장 인물
- 홍요섭 : 경소윤 역
- 이형준 : 경대윤 역
- 박근형
- 김민자
- 임성민
- 한혜숙
- 김세윤
- 이응경
- 박현숙
- 선우재덕

## 참고 사항
- 상류층의 무분별한 재산싸움과 암투가 여러 차례 반복되었다는 비판이 있었다.[1]